# 橘良基
橘 良基（たちばな の よしもと）は、平安時代前期の貴族。参議・橘常主の孫。摂津守・橘安吉雄の子。官位は従四位下・信濃守。

## 経歴
仁寿3年（853年）左京少進に任ぜられ、のち民部少丞に転じる。天安年間の初め、大宰大弐・正躬王が良基と巨勢夏井を選び、請うて部下である大宰少監に任じたが、良基は気に染まなかったために赴任を拒否する。しかし、これが文徳天皇の逆鱗に触れ解官された。
清和朝に入ると再度登用され、貞観元年（859年）木工少允に任ぜられると、式部丞を経て、貞観6年（864年）従五位下・伊予権介に叙任される。上官（守・豊前王、介・藤原山蔭）が京官を兼ねていたことから良基は受領として赴任し、治績を挙げ評判となったという。また、貞観9年（867年）伊予国宮崎村に海賊が群居して頻繁に略奪を行い公私の往来に支障を来していたことから、摂津国・和泉国・山陽道諸国・南海道諸国等に対して、朝廷より追捕の督促が行われている。貞観11年（869年）従五位上・常陸介に叙任されるが、任期を終えた後も新任の国司が良基を手放さず帰京させないほどであった。貞観16年（874年）それまでの地方官の任務を十分に果たしているとして越前守に抜擢される。
陽成朝においても地方官を歴任し、元慶元年（877年）正五位下・丹波守、元慶6年（882年）従四位下、元慶8年（884年）信濃守に叙任された。良基は国司の任にあたっては、名地方官として名声が高かった紀今守に倣って農耕を勧奨し租税や課役の負担を軽減したことから、民は仕事を楽しみ家々には蓄えも豊富であったという。しかし、丹波守在職中の元慶3年（879年）左近衛府近衛・品治継名らに凌轢され、関連した近衛ら16名が解任される事件が起きている。さらに、信濃守在任中には、辛犬甘秋子という者が放火され家人を焼殺されたと太政官に愁訴する事件があり、良基は詔書を伝える使者・布勢敏行に逆らって、罪人であった坂名井子縄麻呂を勝手に赦免したことから、仁和元年（885年）12月京に召還され刑部省で取り調べを受ける。結局罪状が決しないまま、仁和3年（887年）6月8日卒去。享年63。最終官位は従四位下行信濃守。家には全く財産がなかったため、中納言・在原行平から贈られた絹布により、ようやく葬儀を行ったという。

## 人物
幼い頃から熱心に学問に励み、若い頃から品性に優れていた。心と体を鍛え、清く正しいことを信条とした。質素で清貧であり、5ヶ国の受領を務めたが、任期を終えて帰京する際にも全く蓄財がなかった。子孫に教育する際も清廉を重要視し、ある時六男・在公が治国の道を問うた際には、『百術有りと雖も、一清に如かず』と答えたという。
一方で、あらゆる物事に自分自身で取り組もうとし、一歩引くことにより保身を図るということが苦手であった。また、性格が剛直で何にも屈するような所がなかった。不快に思うことがあれば、同僚や部下の前で我慢して感情を隠すことをせず、怨みに思うことが募った際には家人を辱めるようなこともあったという。

## 官歴
『六国史』による。
- 時期不詳：正六位上
- 仁寿3年（853年） 日付不詳：左京少進
- 時期不詳：民部少丞
- 天安年間初頭：大宰少監
- 貞観元年（859年） 日付不詳：木工少允。日付不詳：式部少丞
- 時期不詳：式部大丞
- 貞観6年（864年） 正月7日：従五位下。正月16日：伊予権介
- 貞観11年（869年） 正月7日：従五位上。正月13日：常陸介
- 貞観16年（874年） 日付不詳：越前守
- 元慶元年（877年） 11月21日：正五位下。日付不詳：丹波守
- 元慶6年（882年） 正月7日：従四位下
- 元慶8年（884年） 5月26日：信濃守
- 仁和3年（887年） 6月8日：卒去（従四位下行信濃守）

## 系譜
- 父：橘安吉雄[6]
- 母：不詳
- 生母不詳の子女
  - 五男：橘澄清（861-925）[7]
  - 六男：橘在公[6]
  - 女子：藤原保蔭室[7]
  - 女子：源唱室[8]